# Brytyjska Partia Narodowa
Brytyjska Partia Narodowa (ang. British National Party – BNP) – skrajnie nacjonalistyczna partia polityczna działająca w Wielkiej Brytanii, utworzona w 1982 roku przez Johna Tyndalla. Wieloletnim liderem był Nick Griffin, obecnym liderem od 2014 jest Adam Walker. Ugrupowanie w swojej działalności odwołuje się także do idei białej supremacji i faszyzmu.
W 2009 roku partia została pozwana przez sąd o rasową dyskryminację zabraniając wstępu przedstawicielom mniejszości narodowych, religijnych, rasowych i etnicznych.

## Wyniki wyborcze

### Wybory do Izby Gmin
- 2001 – 0,1% głosów i 0 mandatów
- 2005 – 0,7% głosów i 0 mandatów
- 2010 – 1,9% głosów i 0 mandatów
- 2015 – 0,0% głosów i 0 mandatów

### Wybory do Parlamentu Europejskiego
- 1999 – 1,0% głosów i 0 mandatów
- 2004 – 4,9% głosów i 0 mandatów
- 2009 – 6,2% głosów i 2 mandaty
- 2014 – 1,1% głosów i 0 mandatów

## Akcja antyimigracyjna
W 2009 partia rozpoczęła akcję antyimigracyjną „Bitwa o Anglię”, m.in. używając plakatów przedstawiających zdjęcie brytyjskiego samolotu myśliwskiego Spitfire. Na zdjęciu przedstawiono jednak maszynę z legendarnego polskiego Dywizjonu 303; symbole rozpoznawcze oraz charakterystyczne godło pod kabiną – wizerunek Kaczora Donalda – wskazują, że pokazanego Spitfire’a używał Jan Zumbach. Zumbach w czasie bitwy o Anglię zestrzelił 8 samolotów wroga, a w całej II wojnie światowej – 13.